# Kalendarium powstania warszawskiego – 5 października

## 5 października, czwartek

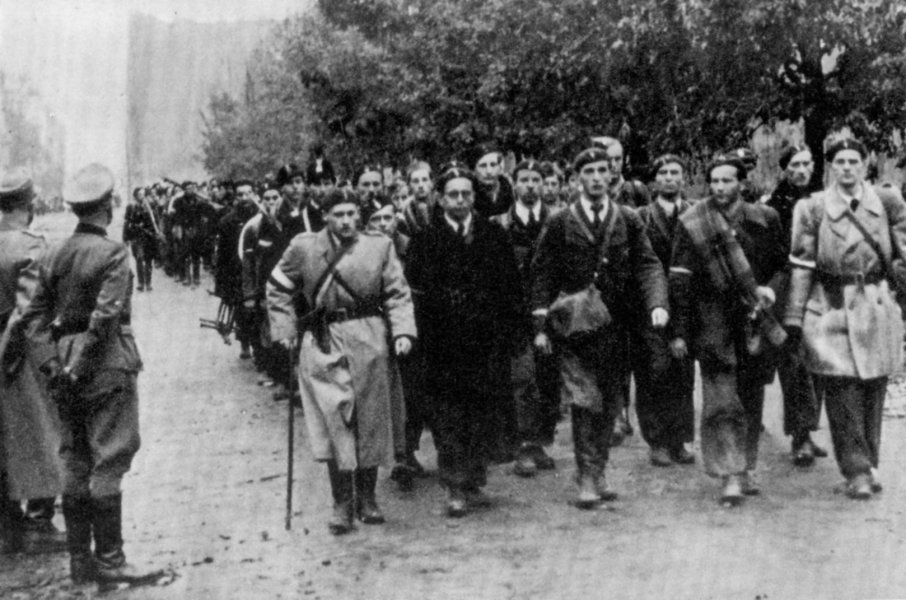
Po upadku Powstania kolumna oddziałów powstańczych maszeruje ul. Nowowiejska (w okolicach szpitala im. J. Piłsudskiego) z placu Politechniki, do obozu przyjściowego w Ożarowie.

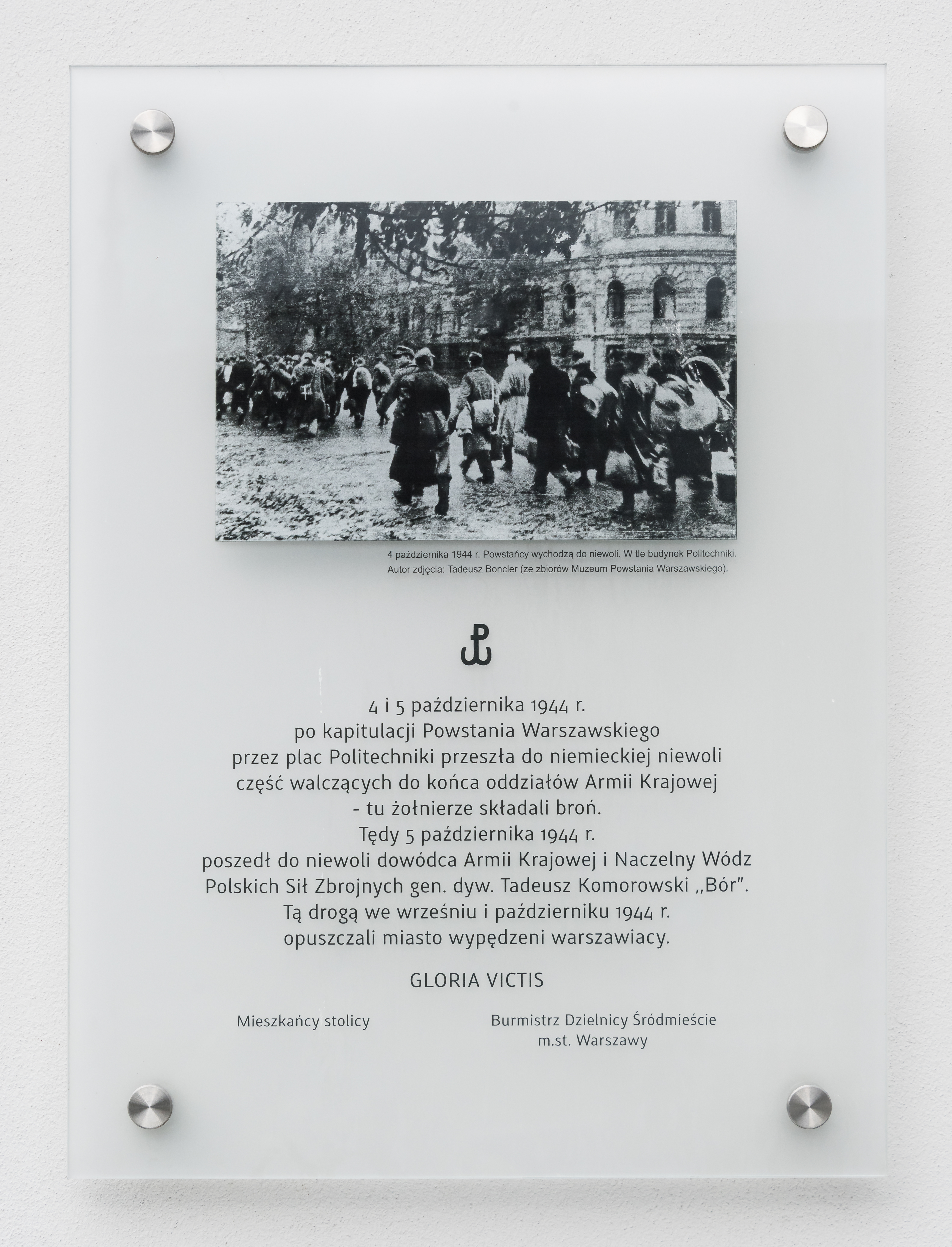
Tablica upamiętniająca wyjście powstańców do niewoli na placu Politechniki

Ostatnie oddziały powstańców zebrane na placu Politechniki oraz na rogu ulic Grzybowskiej i Żelaznej wyszły z Warszawy.
Odmaszerowanie do niewoli oddziałów 28 dywizji piechoty AK, ze Śródmieścia jest to ok. 11 700 żołnierzy, sztabu Komendy Głównej i Korpusu AK, 6 generałów: Tadeusz Komorowski, Tadeusz Pełczyński, Antoni Chruściel, Tadeusz Kossakowski, Kazimierz Sawicki, Albin Skroczyński.
Ogółem zgodnie z raportem dowodzącego wzięto do niewoli 17 tysięcy 443 powstańców w tym 2028 oficerów. Kilka tysięcy powstańców wyszło z Warszawy wraz z ludnością cywilną.
Erich von dem Bach-Zelewski w raporcie dla Himmlera wstępnie podał także straty swoich sił: 73 zabitych oficerów, 1453 podoficerów i żołnierzy, 44 obcokrajowców w służbie niemieckiej – razem 1570 zabitych. Rannych: 242 oficerów, 7054 podoficerów i żołnierzy, 178 obcokrajowców – razem 7474 rannych. Zabitych i rannych ogółem – 9044 osoby. Nie znał jednak strat niemieckich w pierwszych dniach powstania, gdyż dowodzenie objął wieczorem 5 sierpnia. Straty w pierwszym dniu powstania dowódca garnizonu generał Stahel w raporcie z 28 sierpnia określił na około 500 zabitych i rannych. Raport dowództwa 9. armii z 18 września określił straty niemieckie od 1 sierpnia na 8951 zabitych lub rannych hitlerowców. Od 25 września nie wszystkie oddziały zwalczające powstanie podlegały von dem Bachowi gdyż do zwalczania powstańców włączyły się znaczne siły 9 armii, a część sił von dem Bacha przeszła pod rozkazy dowództwa XXXXVI Korpusu Pancernego.
Ostatni Komendant Armii Krajowej gen. Leopold Okulicki, po wyjściu z Warszawy razem z ludnością cywilną, przedostał się do Częstochowy, która staje się stolicą Polskiego Państwa Podziemnego.